# قائمة الخطب
يوجد عدة خطابات سجلت في التاريخ لأهميتها و لمكانتها عند بعض الشعوب و في بعض الأوساط و يوجد:
- خطاب فرانكلين روزفلت في 4 مارس 1933 و المعروف باسم نيو ديل.[1]
- خطاب شارل ديغول في 18 يونيو 1940 و المعروف باسم نداء 18 يونيو.
- خطاب مارتن لوثر كينغ في 28 أغسطس 1963 و المعروف باسم عندي حلم.
- خطاب جون كينيدي في 26 يونيو 1963 و المعروف باسم أنا برليني.
- خطاب جوزيف فريسينسكي في 17 أكتوبر 1987 و المعروف باسم أشهد لكم.